# Tentayapi
Tentayapi (o Tentayape) es una comunidad boliviana del municipio Villa Vaca Guzmán de la provincia Luis Calvo, en el departamento de Chuquisaca. Es considerada "la última casa" de la resistencia guaraní en Bolivia.

## Historia y relevancia

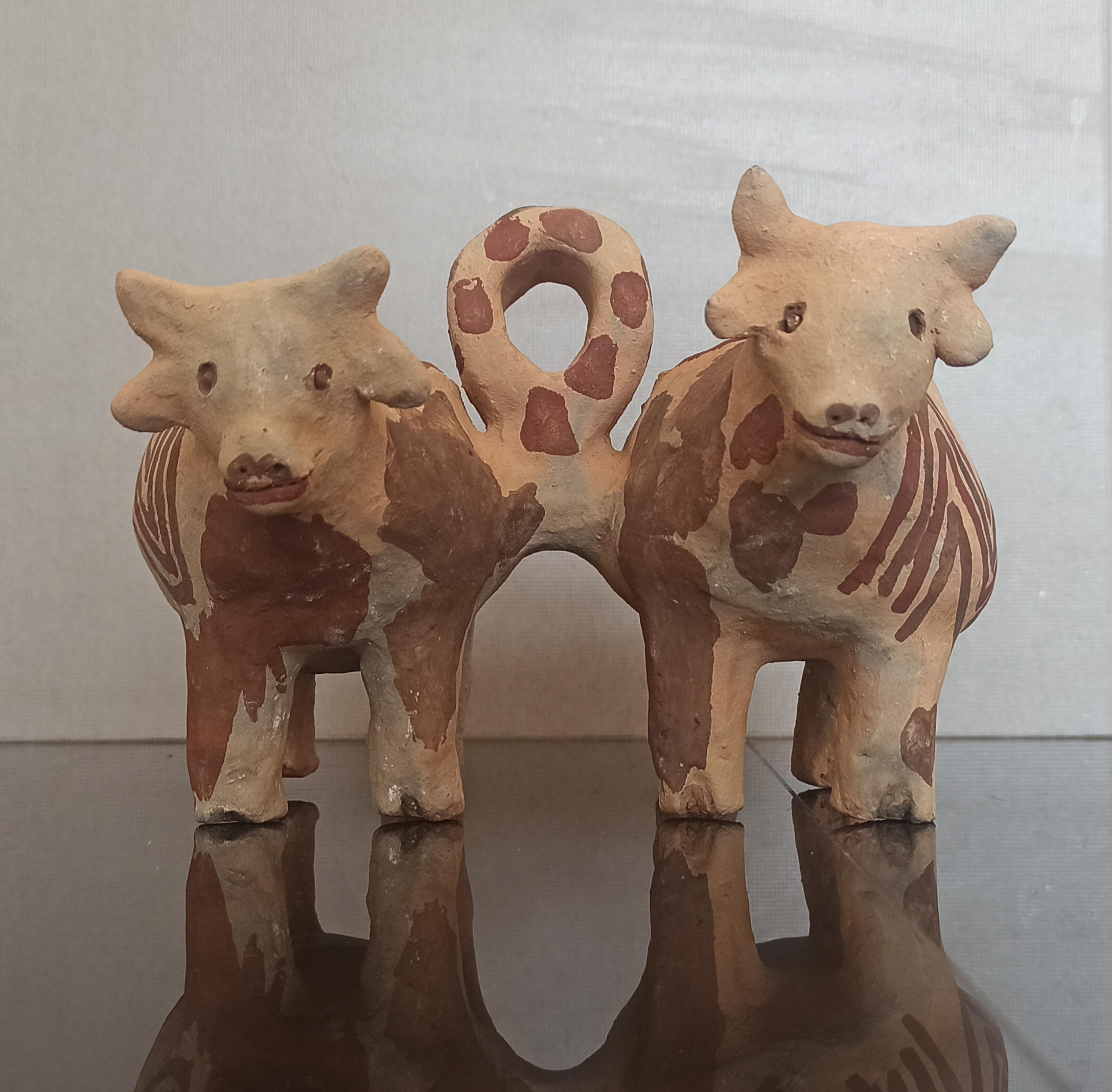
Cerámica de Tentayapi

"Tentayapi" significa "última casa" en idioma guaraní y la comunidad recibe tal nombre pues resistió la colonización española y el extractivismo de hidrocarburos de las últimas décadas. En 2004, mediante la Ley N.º 2921, la comunidad fue declarada "Patrimonio Histórico Cultural y Natural de los Guaraní Simba": 
"por la preservación cultural intacta en relación a su origen y el trabajo de reafirmación de su cultura, su historia y la conservación de su idioma de forma autóctona".
La comunidad se extiende por 21.676 hectáreas y cuenta con las zonas de Sotos, Tapendia y Tentayapi. En 2021, la población era de, aproximadamente, 700 personas distribuidas en 140 familias. Respecto a la producción agrícola, la comunidad se dedica, sobre todo, a la producción de maíz. A propósito de la producción artesanal, la comunidad es conocida por su cerámica, la cual depende de las mujeres.
Dado que la comunidad no permite el ingreso ni de maestros, ni de ninguna religión, el poder recae en la figura del capitán o Mvuruvisha, cargo que se hereda de padres a hijos. No obstante, dado que Tentayapi se encuentra en una Tierra Comunitaria de Origen, los pobladores ejercen su derecho al voto.